# 직소기

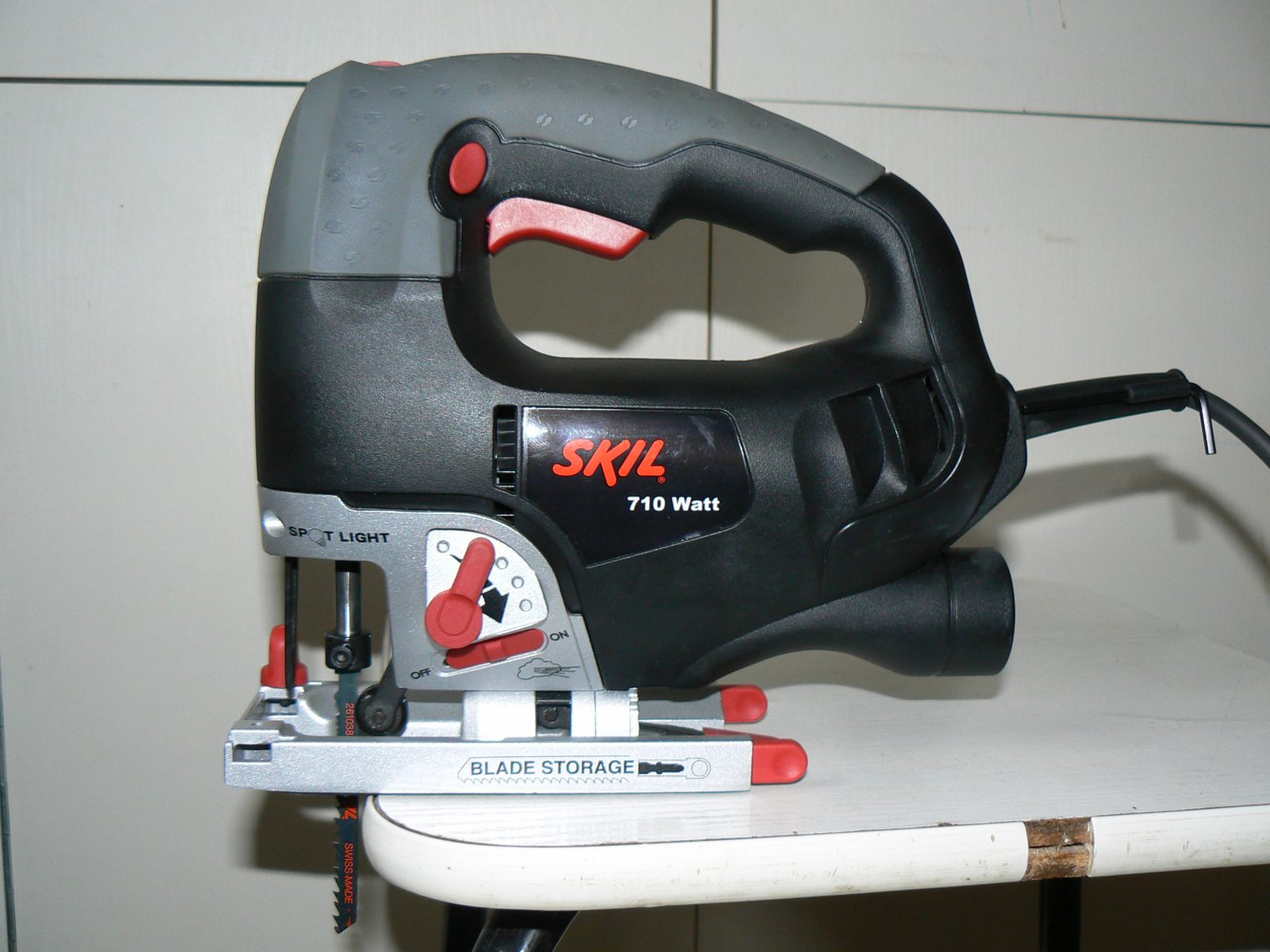
직소기

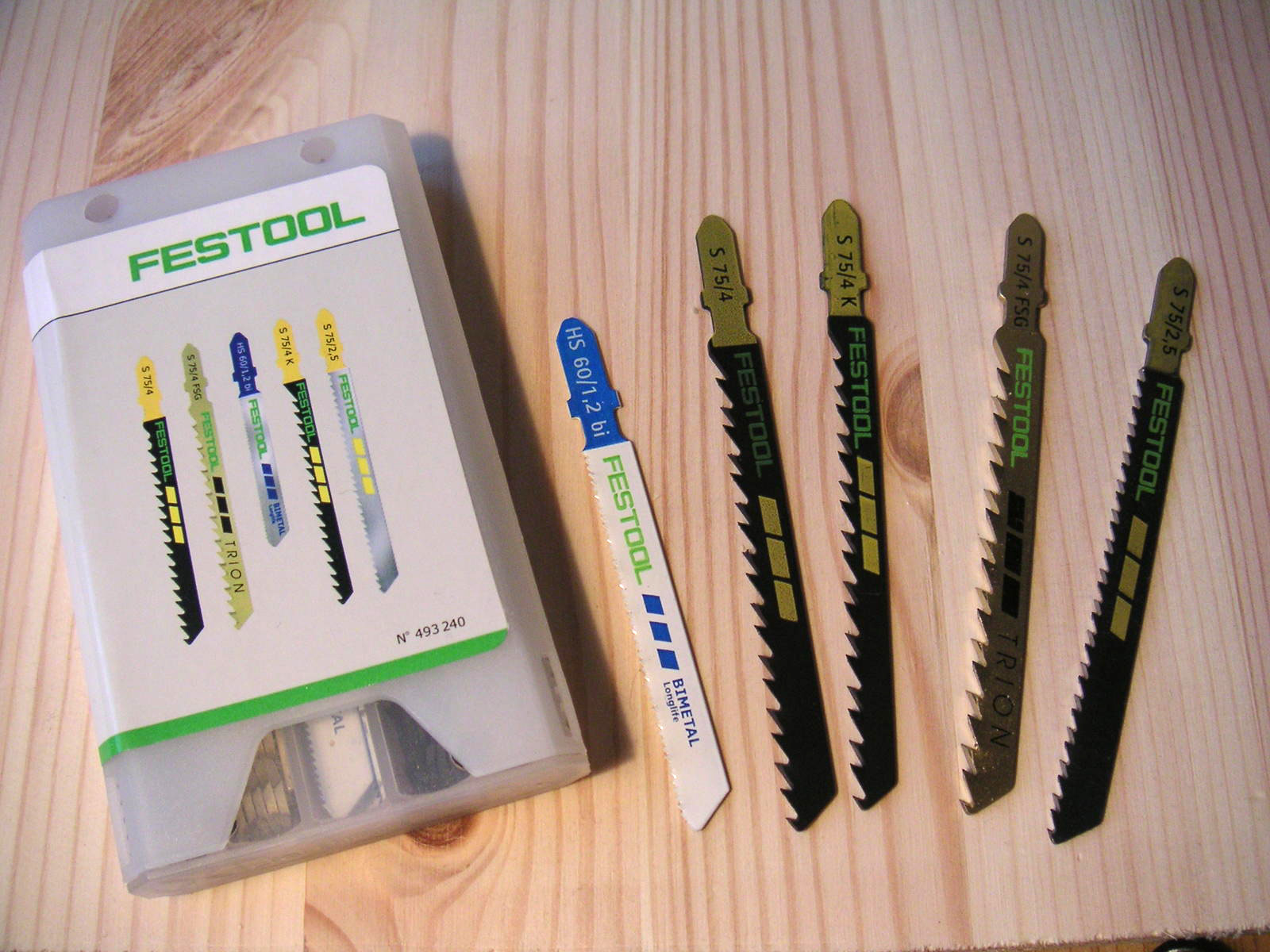
다양한 직소기 칼날

직소기는 나무 판자 등을 자르는 공구를 말하며 전기모터를 동력원으로 한다.

## 같이 보기
- 톱